# Pije
Pije, auch Pi'anchi, Piye, Pianchy, Piankhy, war der zweite Pharao (König) der kuschitischen 25. Dynastie Ägyptens. Pije folgte als Sohn des Kaschta im achten Regierungsjahr des Auput II. auf den Thron und regierte von etwa 746 bis 716 v. Chr. Während seines 20. Regierungsjahres eroberte Pije in einem Feldzug von Süden kommend Ägypten bis zum Nildelta.
Auf einer im Jahr 1862 im Amun-Tempel von Napata am 4. Katarakt (Gebel Barkal) gefundenen Stele sind die Einzelheiten niedergeschrieben. Die Siegesstele des Pije ist die wichtigste Quelle für die politische Geschichte und Situation Ägyptens in der zweiten Hälfte des achten Jahrhunderts v. Chr.

## Familie
Pijes Vater ist der nubische Pharao Kaschta, seine Mutter hieß Pabatma. Seine Gemahlinnen sind Pekereslo (Peksater), Tabiri (Tochter des Alara), Abale, Kensa und Neferukakaschta. Geschwister des Pije sind Schabaka, Amenirdis I. und der General Pekartror.
Seine Kinder sind unter anderem die späteren Pharaonen Schabataka, Taharqa, die Gottesgemahlin des Amun Schepenupet II. sowie die weiteren Töchter Arti (Gemahlin des Schabataka), Naparaja, Tekahatamani und Tabakenamun (Gemahlinnen des Taharqa).

## Zum Namen Pije oder Pianchi
Die traditionelle Lesung des Königsnamens Pianchi wurde aufgrund verschiedener Forschungsresultate in Pije korrigiert (dazu siehe Parker 1966, von Beckerath 1969, Vittman 1974 und Kausen 1985). Vittmann 1974 zeigte, dass die traditionelle Lesung Pianchi durchaus als ägyptische Variante neben der nubischen Lesung Pije möglich ist. Beide Lesungen bedeuten im Übrigen dasselbe, nämlich der Lebende.

## Titulatur
Die vollständige Titulatur eines Pharao besteht seit dem Mittleren Reich aus einer Folge von fünf Namen, dem Geburts- oder Eigennamen, Horusnamen, Nebti-Namen, Goldnamen und Thronnamen.
- Geburtsname oder Eigenname: Pije – der Lebende oder Lebendige
- Horus-Name: Der mit seiner Stadt zufrieden ist; Der seine beiden Länder befriedet; Stier seiner beiden Länder; Starker Stier, der in Napata erscheint (= inthronisiert ist); Starker Stier, der in Theben erscheint (= inthronisiert ist); Vereiniger der beiden Länder,
- Nebti-Name: Herrscher Ägyptens; Mit beständigem Königtum wie Re im Himmel; Stier; Der Kunstwerke hervorbringt,
- Goldname: Heilig an Erscheinungen, mit starker Kraft; Bei dessen Erblicken als Horizontischer jedermann lebt; Der die Tapferen (Soldaten) zahlreich macht,
- Thronname: Reich an Maat (User-Maat-Re), ein Re; Der dem Re Schönes erweist (oder: ein Wohltäter, ein Re); Mit bleibender Gestalt ein Re.

Mit dem ersten bzw. letzten Thronnamen weist Pije zurück auf Thutmosis III. bzw. Ramses II. Der Eigenname lautete vermutlich Pije (das Zeichen anch „Leben“ ist nicht zu lesen, sondern ist Deutezeichen zu dem meroitischen Wort pi/e „Leben“).

## Pijes Feldzug
In der zweiten Hälfte des 8. Jahrhunderts v. Chr. rivalisieren zwei Fürstenhäuser um die Vormacht in ganz Ägypten: das libysche Fürstenhaus von Sais, als 24. Dynastie (740–712) bezeichnet, und die nubischen Herrscher der 25. Dynastie (750–655) von ihrer nubischen Residenz Napata aus. Nachdem es Pijes Vater Kaschta etwa 750 gelingt, Theben zu besetzen, wird seine Oberhoheit formal in ganz Ägypten anerkannt. Kaschta wird damit zum Begründer der XXV. Dynastie, sein Sohn Pije etwa 745 sein Nachfolger. Die Schwäche der nubischen Präsenz in Unterägypten erlaubt es dem libyschen Fürsten Tefnachte von Sais, vom westlichen Delta aus große Teile Unterägyptens zu unterwerfen (730–725). Anschließend versucht er zum Teil erfolgreich, sich in Mittelägypten festzusetzen. Sogar Hermopolis unter seinem Fürsten Namart fällt von Pije ab und wird Verbündeter Tefnachtes. Dies ist die Ausgangssituation des Berichts auf der großen Siegesstele.
Auf diese Situation reagiert Pije (ca. 725) mit seinem Feldzug nach Oberägypten. Hermopolis wird nach schwerer Belagerung zurückgewonnen, etliche Städte und Festungen auf dem Weg zum Delta ergeben sich dem Pije, schließlich nimmt er Tefnachtes wichtigsten Stützpunkt Memphis im Sturm. Tefnachte zieht sich ins äußerste Nordwestdelta zurück und unterwirft sich durch einen Boten. Damit hat Pije die nubische Oberhoheit über ganz Ägypten errichtet und zieht sich – anscheinend ohne seine Herrschaft weiter zu festigen – nach Nubien zurück.
Die Herrschaft der Nubier über Unterägypten ist zunächst nicht von langer Dauer. Wenige Jahre später erobert Tefnachtes Sohn Bokchoris mit assyrischer Hilfe wieder Memphis zurück. Er wird allerdings von Pharao Schabako, dem Nachfolger Pijes, um 712 besiegt; danach kann sich die nubische Herrschaft in Ägypten bis 664 halten.

## Pijes Bautätigkeit
Pije tritt als Bauherr vor allem in seiner Hauptstadt Napata und Umgebung hervor. Er lässt Statuen aus dem Tempel Amenophis III. in seine neue Residenz bringen. Er erweitert aber auch den Amun-Tempel und ist durch weitere kleinere Denkmäler in Napata bezeugt. In Ägypten selbst ist er relativ selten belegt. Vielleicht ist ihm die Stele mit dem Lob auf Mutirdis (Louvre C 100) zuzuordnen.

### Die Siegesstele des Pije
Die wichtigste historische Quelle zu Pije (Pianchi) ist seine große Siegesstele im Museum zu Kairo. Sie wurde 1862 in situ im Amun-Tempel der nubischen Residenz Napata am Fuß des Gebel Barkal (4. Nilkatarakt) entdeckt. Sie befindet sich seit 1864 als Objekt JE 48862 im Museum zu Kairo (siehe Kausen 1985).
Die Stele aus grauem Granit ist 180 cm hoch, 184 cm breit und 43 cm dick. Die weitgehend erhaltene Inschrift – einer der umfangreichsten historischen altägyptischen Texte – ist in insgesamt 159 Zeilen auf allen vier Seiten angebracht, das gerundete Giebelfeld enthält bildliche Darstellungen der wichtigsten Personen des Berichts, begleitet von kurzen Beischriften.
Pije errichtete die Stele anlässlich seines Sieges über den libyschen Fürsten Tefnachte etwa im Jahr 720 vor Christus. Pijes Bericht ist eines der wichtigsten und besterhaltenen historischen Dokumente der ägyptischen Spätzeit und hat darüber hinaus literarische Bedeutung durch seinen frischen, lebensnahen Stil, der sich wohltuend von der Formelhaftigkeit vieler anderer ägyptischer Siegesberichte abhebt. Seine Sprache ist ein archaisierendes Mittelägyptisch, dessen Regeln allerdings nicht überall streng eingehalten werden.
Im Folgenden einige Zeilen aus Pijes Bericht. Nach dem Sieg über seinen bedeutenden Gegner Namart besucht er dessen Pferdestall, worüber wie folgt berichtet wird (Übersetzung nach Kausen 1985):
Seine Majestät (Pije) ging nun zum Pferdestall und zu den Ställen der Fohlen. Als er sah, dass man die Pferde (während des Krieges) hatte hungern lassen, sprach er zu Namart: „Bei meinem Leben, so wahr ich Re liebe und meine Nase vom Leben erfrischt wird: wie weh tut es mir in meinem Herzen, dass diese Pferde hungern mussten, weher als jede andere Untat, die du in deinem Leichtsinn begangen hast.“ … Dann wurde sein (Namarts) Besitz dem königlichen Schatzhaus überschrieben und sein Kornspeicher der Pfründe des Amun (den Amun-Priestern) in Ipet-sut (Theben).

### Die Pije-Blöcke
Margaret Benson stieß 1896 bei ihren Ausgrabungen im Tempel der Mut auf drei relativ gut erhaltene Blöcke aus Sandstein, auf denen Schiffe dargestellt waren. Im Augenblick des Fundes maß sie ihnen jedoch keine Bedeutung bei. Als sie jedoch im nächsten Jahr zwei weitere Blöcke fanden und feststellten, dass sie von dem nubischen König Pianchi aus der 25. Dynastie stammten, erregten diese Blöcke großes Aufsehen, so dass sie nach weiteren Ausschau hielten – jedoch keine mehr fanden – und die dargestellten Szenen nur unvollständig nachvollzogen werden konnten.
Die fünf Blöcke waren nur teilweise erhalten. Sie stellen die Ankunft der Schiffe von einer Reise nach Nubien dar. Über den abgebildeten Schiffen waren Inschriften mit deren Ladung. Benson und Percy Newberry beschreiben die lesbaren Schiffsnamen wie folgt:
Das erste Schiff hieß „Schiff des Amun“ und war mit Gold beladen. Das nächste hieß „Großes Schiff von Sais“ und hatte den General Tefnacht, ein Vasall von Piankhy, der hier „Der Große der Flotte“ genannt wird, an Bord. Das dritte war das „Schiff des König Piankhi“ mit einer Länge von ca. 23 m und ein anderer Name war „Harim von Amun“.
Die Ladung der anderen Schiffe bestand überwiegend aus „nef“-Pflanzen, wie auch im Grab des Rekhmire TT100 erwähnt, und Palmfrüchten. Auch die Anzahl der Bündel wird aufgeführt. Auf der Rückseite einiger Blöcke fanden sich stark beschädigte Reliefs mit religiösen Inhalten. Aufgrund weiterer fehlender Blöcke konnte eine Abfolge nicht mehr hergeleitet werden.
Nach Percy Newberry müsste die Schiffsreise vor dem 25. Regierungsjahr von Pianchi datieren, denn Tefnacht, der hier namentlich erwähnt wird, war später einer der Hauptakteure des Aufstands gegen Pianchi und wurde „Herr von Sais“. Tefnacht wurde von Piankhys Nachfolger Schabako besiegt und hingerichtet. Der Fund dieser Blöcke war von großer Bedeutung, da bis dahin kaum Zeugnisse von Pianchi existierten – mit Ausnahme seiner Stele vom Gebel Barkal im damaligen Museum von Gizeh.
In Teil V des Buches The Tempel of Mut in Asher beschreibt Percy Newberry die Blöcke wie folgt:
Die Inschriften – soweit erhalten – oberhalb der Reliefs geben neben der Länge und Breite der Schiffe auch die mitgeführte Ladung an. Die Maße sind in „cubits“ angegeben. Newberry rechnet bei Pianchis Schiff mit einer Länge von 43 cubits mit etwas über 75 Fuß = ca. 23 m. Die Ladung der Schiffe bestand aus:
- „Nef“ Pflanzen (keine Übersetzung) 6400 – 2200 – 4000 – 4000 Bündel (auf 4 Schiffen)
- Nüsse der „dum“ Palme (Hyphaene Thebaica) 60.000 und 30.000 andere nicht lesbar
- Turteltauben: 340 – 240 – 240 – 300 – 440 (auf 5 Schiffen)
- Schilde aus Ochsenleder: 1 – 2 – 2 – 2 (auf 4 Schiffen)
- Leder- oder Pergament-Rollen: 12 – 15 (auf 2 Schiffen)
- „Pessa“ Pflanzen: 20 – 13 – 12 – 12 (auf 4 Schiffen)
- „Zef“ Reet: 300 – 300 – 300 Bündel (auf 3 Schiffen)
- „Bennu“ Stein: 12 – 12 Blöcke. Der Stein wurde für Einlegearbeiten benutzt
- „staves“ (or wands? = Stäbe) für die Stundenpriester: 50 – 50 – 50 – 50 (auf 4 Schiffen)
- Gewebter Stoff: 50 – 50 – 50 (auf 3 Schiffen)
- Bunde aus „shut“ (Andropogon Schoemanthus)
- Zwei Arten von Leinen

Die lateinischen Namen der Pflanzen entnahm Newberry, selbst ein studierter Biologe, aus Victor Lorets Buch von 1892 „La flore pharaonique d’apres les documents hieroglyphiques et les specimens decouverts dans les tombes“. Die „Pessa“ Pflanze wird laut Newberry auch im „Papyrus Harris“ erwähnt und war laut Newberry noch nicht identifiziert. Auch der „Bennu“ Stein ist in diesem Papyrus aufgeführt.
- Block I: Das erste Schiff, von dem nur die Hälfte erhalten ist, heißt „Schiff von Amun“ und schien mit Gold beladen zu sein. Das zweite Schiff „Großes Schiff von Sais“ hat an Bord den „General der Soldaten von Herakleopolis“ und „den Großen der Flotte“ Tefnacht, der vor einer Art Hütte an Deck steht. Das Vorderteil des dritten Schiffes „Schiff von König Pianchi“ ist erhalten.
- Block II: Teile von zwei Booten sind dargestellt und die Überreste von vier Inschriften blieben erhalten. Die Namen sind nicht lesbar. Darunter befinden sich noch einmal zwei Schiffe, von denen das zweite „Schiff des Harems von Amun“ hieß.
- Block III: Ein Schiff ist vollständig dargestellt, bemannt mit 10 Ruderleuten an jeder Seite, einem Steuermann und einem Ausguck. Der Name des Schiffes ist zerstört und die Ladung nur fragmentarisch erhalten.
- Block IV: Überreste von zwei Schiffen sind erhalten. Die Listen der Ladung sind zerstört. Der ganze Stein ist durch Salz beschädigt und blätterte deshalb ab.
- Block V: Auf diesem verstümmelten Block sieht man den Bug eines der Expeditionsschiffe, das sich anscheinend dem Kai von Karnak nähert. Zu erkennen sind fruchtbares Land am Wasser, ein Obelisk, Pylon und Sphinx.
- Rückseite: Drei der Blöcke sind auf der Rückseite mit religiösen Szenen versehen, die jedoch in keinen Zusammenhang gebracht werden können. Block I zeigt einen knienden Priester und ein Datum „vierter Monat der Überschwemmungszeit, Tag 19“.

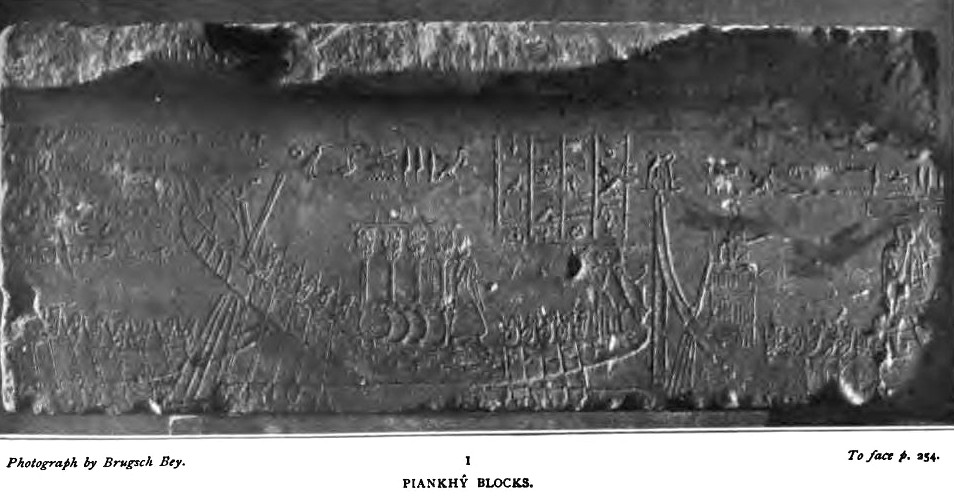
Ankunft der Schiffe von Pije (auch Pianchi) aus Nubien. Relief im Tempelbezirk der Mut.
oben: Teile von zwei Booten. unten: Ein Schiff vollständig mit Besatzung.
oben: Überreste von zwei Schiffen. unten: Ankunft in Theben/Karnak.

### Pyramidengrab
Das Pyramidengrab des Pije liegt in der Nekropole von El Kurru. Von seiner ausgeraubten Bestattung sind Uschebtis und Libationsständer erhalten. Von Pije existiert auch ein goldener Armreif. Die Lieblingspferde Pijes – der oben zitierte Textausschnitt aus der Siegesstele weist ihn als Pferdeliebhaber aus – sind in seiner Nähe begraben.

### Ägyptischer Text der Siegesstele
- Auguste Ferdinand François Mariette: Monuments divers en Égypte et en Nubie. Pls. I–VI. Paris 1872–1889. (Erstveröffentlichung des Texts der Siegesstele, heute veraltet.)
- Heinrich Schäfer: Urkunden des ägyptischen Altertums III. Leipzig 1905. (Standardtext der Siegesstele, S. 1–56.)

### Übersetzungen und Bearbeitungen der Siegesstele des Pije
- Ernst Kausen: Die Siegesstele des Pije. In: Otto Kaiser (Hrsg.) Texte aus der Umwelt des Alten Testaments. Historisch-chronologische Texte III. Gütersloher Verlagshaus Gerd Mohn, Gütersloh 1985. (Vollständige Übersetzung der großen Siegesstele des Pije, nach dem ägyptischen Original mit ausführlichen Erläuterungen.)
- Nicholas-Christophe Grimal: La stèle triomphale de Pi(`ankh)y au Musée du Caire JE 48862 et 47086-47089. In: Mémoires publiés par les Membres de l'Institut Français d'Archéologie Orientale du Caire. (MIFAO) Band 105, Kairo 1981. (Französische Gesamtbearbeitung und Übersetzung der Siegesstele.)
- Miriam Lichtheim: Ancient Egyptian Literature III. Berkeley / Los Angeles / New York 1980. (Englische Übersetzung.)
- James Henry Breasted: Ancient Records of Egypt IV. Chicago 1906. (Ältere englische Übersetzung.) (Digitalisat)

### Ägyptische Pharaonen
- Jürgen von Beckerath: Chronologie des pharaonischen Ägypten. Die Zeitbestimmung der ägyptischen Geschichte von der Vorzeit bis 332 v. Chr. (= Münchner ägyptologische Studien. Band 46). von Zabern, Mainz 1997, ISBN 978-3-8053-2310-9.
- Jürgen von Beckerath: Handbuch der ägyptischen Königsnamen. 2. verbesserte und erweiterte Auflage, von Zabern, Mainz 1999, ISBN 978-3-8053-2591-2.
- Rudolf Fischer: Die schwarzen Pharaonen. Tausend Jahre Geschichte und Kunst der ersten innerafrikanischen Hochkultur. Lübbe, Bergisch Gladbach 1980, ISBN 978-3-7857-0252-9.
- Susanne Martinssen-von Falck: Die großen Pharaonen. Vom Neuen Reich bis zur Spätzeit. Marix, Wiesbaden 2018, ISBN 978-3-7374-1057-1, S. 194–197.
- Thomas Schneider: Lexikon der Pharaonen. Albatros, Düsseldorf 2002, ISBN 3-491-96053-3, S. 197–198.

### Historischer Hintergrund
- Roberto B. Gozzoli: The Writing of History in Ancient Egypt during the First Millennium BC (ca. 1070–180 BC), Trends and Perspectives. Golden House, London 2006, ISBN 0-9550256-3-X, S. 54–67.
- Karl Jansen-Winkeln: The Chronology of the Third Intermediate Period: Dyns 22–24. In: Erik Hornung, Rolf Krauss, David A. Warburton (Hrsg.): Ancient Egyptian Chronology (= Handbook of Oriental studies. Section One. The Near and Middle East. Band 83). Brill, Leiden / Boston 2006, ISBN 978-90-04-11385-5, S. 234–264 (Online).
- Kenneth A. Kitchen: The Third Intermediate Period in Egypt (1100–650 B.C.). Aris & Phillips, Warminster 1973, ISBN 978-0-85668-001-4.
- Hermann De Meulenaere: Fischer Weltgeschichte IV. Fischer, Frankfurt 1967.
- Karol Myśliwiec: Herr Beider Länder. Ägypten im 1. jahrtausend v. Chr. (= Kulturgeschichte der antiken Welt. Band 69). von Zabern, Mainz 1998, ISBN 978-3-8053-1966-9.
- Anthony Spalinger: The Military Background of the Campaign of Piye (Piankhy) (= Studien zur Altägyptischen Kultur. Band 7). Hamburg 1979, ISSN 0340-2215, S. 273–301.

### Lesung des NamensPianchioderPije
- Jürgen von Beckerath: Zu den Namen des kuschitischen Königs Pi'anchy. In: Mitteilungen des Deutschen Archäologischen Instituts, Abteilung Kairo. (MDAIK) Nr. 24, Wiesbaden 1969.
- Richard A. Parker: King Py, A Historical Problem. In: Zeitschrift für Ägyptische Sprache und Altertumskunde. (ZÄS) Band 93, Leipzig/Berlin 1966, S. 111–114.
- Günther Vittman: Zur Lesung des Königsnamens (P-anx-y)|. In: Orientalia. Commentarii periodici Pontificii instituti biblici, Nova Series (OrNS) Band 43, Rom 1974, S. 12–16 (Zur Lesung des Königsnamens Pije – Pianchi).

### Literarische Bearbeitung
- Christian Jacq: Der schwarze Pharao. Rowohlt gebundene Ausgabe, 1999, ISBN 3-8052-0647-X, Rowohlt Taschenbuch, 2000, ISBN 3-499-22760-6, Originaltitel: Le Pharao noir (1997).